# Desmond Morton (officier)
Pour les articles homonymes, voir Desmond Morton et Morton.
Desmond Morton (né le 13 novembre 1891 et mort le 31 juillet 1971) est un officier et haut fonctionnaire britannique. Il a joué un rôle important dans l'organisation de la réponse à la politique d'apaisement du Troisième Reich d'Adolf Hitler durant la période précédant la Seconde Guerre mondiale, en fournissant des renseignements à propos du réarmement de l'Allemagne à Winston Churchill. À cette époque Churchill ne jouait aucun rôle au sein du gouvernement. Morton devint en 1940 l'assistant personnel de Churchill quand ce dernier devint Premier ministre.